# Consorcio del Área Metropolitana de Barcelona
El Consorcio del Área Metropolitana de Barcelona es un consorcio que agrupa a 36 municipios de la provincia de Barcelona de los alrededores de la ciudad homónima y que ejerce de Gobierno metropolitano aunque solo de parte del área metropolitana de Barcelona.
Se aprobó su creación en 2010 por parte del Parlamento de Cataluña con el nombre de Área metropolitana de Barcelona (No hay que confundirlo con el área geográfica del Área metropolitana de Barcelona o con el Ámbito metropolitano de Barcelona). El antiguo gobierno metropolitano, Corporación Metropolitana de Barcelona, fue suprimido en 1987 por la Generalidad de Cataluña presidida por Jordi Pujol (CiU).